# Kung Fu Panda 4
Kung Fu Panda 4 es una película de comedia animada estadounidense de 2024, producida por DreamWorks Animation y distribuida por Universal Pictures. Es la cuarta entrega de la franquicia Kung Fu Panda, y la secuela de Kung Fu Panda 3 (2016). La película está dirigida por Mike Mitchell y codirigida por Stephanie Ma Stine, con Jack Black, Dustin Hoffman, James Hong, Bryan Cranston e Ian McShane retomando sus papeles de las películas anteriores, con Awkwafina, Viola Davis y Ke Huy Quan uniéndose al elenco.
A los directores Jennifer Yuh Nelson y Alessandro Carloni se les preguntó sobre la posibilidad de una cuarta película de Kung Fu Panda antes del lanzamiento de la tercera película en enero de 2016, y Nelson dijo más tarde, en agosto de 2018, que estaba abierta a una cuarta entrega. DreamWorks anunció oficialmente la cuarta película en agosto de 2022,  con Mitchell, Ma Stine y Rebecca Huntley como director, codirectora y productora respectivamente en abril de 2023. La mayor parte del elenco de voces principales se anunció en diciembre de 2023, luego del casting de Awkwafina en mayo de ese año.La película recibió críticas muy positiva y tuvo un fin de semana en los Estados Unidos de estreno con 58 millones de dólares convirtiéndose el debut más grande para una película de DreamWorks desde Madagascar 3: Europe's Most Wanted (2012). Recaudando 547,9 millones de dólares convirtiéndose en la  novena película más taquillera de 2024.

## Sinopsis
Po se está preparando para convertirse en el Líder Espiritual del Valle de la Paz, por lo que necesita a alguien que ocupe su lugar como Guerrero Dragón. Como tal, entrenará a un nuevo practicante de Kung Fu para el puesto, y se encontrará con una nueva enemiga conocida como "La Camaleona".
Po recorrerá con la ayuda de Zhen, una ladrona muy buscada en un pueblo lejano al Valle de la Paz.

## Argumento
Mientras Po ayuda a sus padres, Li Shan y el Sr. Ping, a abrir su nuevo restaurante, el Maestro Shifu le dice que debe ascender y convertirse en el Líder Espiritual del Valle de la Paz. Esto significa que Po ya no puede ser el Guerrero Dragón y debe encontrar un sucesor adecuado para ocupar su lugar.
Po lucha por elegir al candidato adecuado, pues no quiere perder su estatus, y se topa con Zhen, una bandida zorra corsac que intenta robar armas antiguas del Palacio de Jade. Po engaña a Zhen y la envía a prisión, pero un grupo de mineros le informa que Tai Lung ha regresado del Reino de los Espíritus y ha destruido una cantera entera. Zhen revela que el regreso de Tai Lung fue enmascarado por una hechicera conocida como La Camaleona, quien puede transformarse en cualquier animal que desee, además de copiar diversas habilidades de kung fu con solo tocarlos.
Po y Zhen viajan a Ciudad Juniper para derrotar la Camaleona. El primero desconoce que sus padres, preocupados por su pérdida de oportunidad, los siguen. Tras visitar una taberna sospechosa y repeler a los habitantes, Po y Zhen llegan pronto a Ciudad Juniper y casi son arrestados, pero escapan a la Guarida de los Ladrones, donde reciben ayuda de Han, el líder pangolín de la guarida y antiguo mentor de Zhen. Desde allí, Po y Zhen se dirigen a la guarida de la Camaleona hasta que Po es capturado. Entonces se revela que Zhen ha estado actuando como agente doble de la Camaleona y se le ha encomendado la tarea de adquirir el Báculo de la Sabiduría de Po, que tiene el poder de acceder al Reino de los Espíritus. Po casi logra escapar, pero la Camaleona, adoptando la forma de Zhen, lo engaña y lo arroja por un precipicio, para horror de Zhen. Casi cae muerto, pero es rescatado por sus padres, quienes lo convencen de que a veces el cambio puede ser bueno.
Usando el báculo, La Camaleona invoca a todos los maestros de kung fu fallecidos y roba sus habilidades, incluyendo a tres antiguos enemigos de Po: Lord Shen, el General Kai y el verdadero Tai Lung. Tras desertar definitivamente, Zhen, atormentada por la culpa, se reúne con Po y se disculpa por traicionarlo, pero este se niega a ceder ante La Camaleona, así que ella, el Sr. Ping y Li regresan a la Guarida de los Ladrones para convencerlos de que los ayuden a salvar a Po. Mientras luchan contra el ejército de dragones de Komodo de la Camaleona, Po intenta razonar con La Camaleona en vano, aunque ella le devuelve el báculo porque ya no lo necesita. Luchan uno contra uno, pero cuando Zhen interviene, La Camaleona se transforma en una Quimera de varios maestros de kung fu. Finalmente, se transforma en el mismísimo Po y lucha contra él, atrapándolo rápidamente en una jaula antes de volver a su forma original.
Tras depositar su confianza en Zhen, Po le entrega el báculo, con el que ella vence la Camaleona. Po, quien solo fingía estar atrapado, derrota la Camaleona y devuelve todo el kung fu robado a sus dueños, quienes, con respeto, regresan al Reino de los Espíritus. Tai Lung, quien finalmente reconoce a Po como el Guerrero Dragón, se lleva la Camaleona consigo. De regreso al Valle, Po, a pesar de la consternación de Shifu, elige a Zhen como su sucesora y, seguro de su elección, la entrena junto a los Cinco Furiosos para convertirse en la próxima Guerrera Dragón.

## Reparto

### Versión original (Estados Unidos)
- Jack Black como Po, un panda gigante que se convertirá en el Líder Espiritual después de renunciar a su título de Guerrero Dragón.
- Awkwafina como Zhen, una zorra corsac que es ladrona y acompaña a Po en su viaje.
- Viola Davis como La Camaleona, una malvada hechicera camaleónica que cambia de forma y que puede copiar el kung fu de otros absorbiendo sus habilidades.
- Dustin Hoffman como el Maestro Shifu, un panda rojo que es el maestro de Po y los Cinco Furiosos.
- James Hong como el Sr. Ping, un ganso chino especializado en la cocina y padre adoptivo de Po.
- Bryan Cranston como Li Shan, un panda gigante y padre biológico de Po.
- Ian McShane como Tai Lung, un leopardo de las nieves que anteriormente fue discípulo de Shifu hasta que se volvió malvado. Fue derrotado por Po en la primera película, pero la Camaleona lo trae de regreso del Reino de los Espíritus.
- Ke Huy Quan como Han, un pangolín malayo que es líder de una cueva de ladrones.
- Lori Tan Chinn como Granny Boar, una jabalí que puede sacar sus colmillos y usarlos como armas.
- Ronny Chieng como Capitán Pez, una arowana que es el capitán de un barco y vive en la boca de un pelícano.

En el montaje de entrenamiento durante los créditos finales de la película, los Cinco Furiosos aparecen en silencio a excepción de Mantis, mientras Seth Rogen le da voz brevemente a través de gritos. Tanto Lord Shen como el general Kai aparecen en la película, aunque no tienen diálogo.

### Versión doblada (España)
- Florentino Fernández como Po.
- Cristina López como Zhen.
- María Jesús Nieto como la Camaleona.
- Ricardo Solans como el maestro Shifu.
- Jordi Ribes como Li.
- Juan Fernández como el Sr. Ping.
- Juan Carlos Gustems como Tai Lung.
- Enrique Hernández como Han.
- Gloria González como Abuelita Jabalí.
- Héctor García como Pez.
- Nuria Mediavilla como Tigresa.
- Alberto Trifol como Grulla.
- Xavier Fernández como Mantis.
- Dirección: Manuel Osto
- Traductor y adaptador: Quico Rovira-Beleta
- Técnico de mezcla: Oliver Asensio
- Técnico de sala: Oriol Nadal
- Estudio de grabación: Deluxe 103, Barcelona
- Distribución: Universal Pictures International Spain S.L.

### Versión doblada (México)
- Omar Chaparro como Po.
- Verónica Toussaint como Zhen (su último trabajo en doblaje, debido a su deceso en mayo de 2024).
- Aida López como La Camaleona.
- Octavio Rojas como el maestro Shifu.
- Carlos Segundo como Li.
- Ismael Castro como Sr. Ping.
- Blas García como Tai Lung.
- Nicolas Frías como Han.
- Cynthia Alfonzo como Abuela Jabalí.
- Arturo Mercado Jr. como Pez.
- Erica Edwards como Tigresa.
- Moisés Iván Mora como Grulla.
- Raúl Anaya como Mantis.
- Dirección: Xóchitl Ugarte
- Traductor: Miguel Eduardo Reyes
- Productores de doblaje: Arlette Medina, Tacher Durán, Gabriela Garay y Marcel Carré
- Mixer: Simon Goldfinch
- Estudio de grabación: Iyuno México
- Distribución: Universal Pictures México

## Producción

### Desarrollo
El 3 de diciembre de 2010, el director ejecutivo de DreamWorks Animation, Jeffrey Katzenberg, dijo que existía la posibilidad de que la serie tuviera tres secuelas más después de Kung Fu Panda 3, convirtiéndola en una serie de seis películas. El 13 de enero de 2016, Collider preguntó a los realizadores de Kung Fu Panda 3 sobre la posibilidad de una cuarta película. La codirectora Jennifer Yuh Nelson declaró: "Es uno a la vez. Queremos hacer de esto una joya perfecta y luego veremos qué pasa después". El codirector Alessandro Carloni dijo: "Con las secuelas, no queremos intentar que tengan un final abierto. Queremos que se sienta como un viaje completo, y sentimos que esta película lo hace. Y luego, si una película fantástica La historia se presenta, genial". El 2 de agosto de 2018, cuando se le preguntó sobre la posibilidad de Kung Fu Panda 4, Nelson respondió que siempre vio la serie como una trilogía, pero que estaba abierta a una cuarta entrega siempre que la franquicia se centrara en Po. 
En agosto de 2022, DreamWorks Animation confirmó que Kung Fu Panda 4 estaba en producción. En CinemaCon en abril de 2023, se revelaron más detalles de la película, como la premisa descrita por Jack Black. También se anunció que Mike Mitchell iba a dirigir la película, con Stephanie Ma Stine codirigiendo y Rebecca Huntley como productora. 
Será una de las dos últimas películas realizadas íntegramente por DreamWorks Animation internamente en su campus de Glendale junto con The Wild Robot. Cartoon Brew informó en octubre de 2023 que DreamWorks estaba dejando de producir películas internamente para depender más de estudios externos después de 2024, como parte de un despido realizado por el director de operaciones Randy Lake en una serie de reuniones el mes anterior. Según el informe, Sony Pictures Imageworks fue nombrado como el servicio de animación para Dog Man de DreamWorks y otras dos películas no anunciadas programadas para 2025.

### Guion y animación
Mitchell describió Kung Fu Panda 4 como una carta de amor a la primera película. A pesar de sus conexiones con entradas anteriores de la serie, quería que la historia se mantuviera por sí sola. Al producir la tercera película, Mitchell sintió que el desarrollo del personaje de Po de la primera película estaba llegando a su fin debido a que finalmente se convertiría en el Guerrero Dragón, por lo que se preguntó qué pasaría si otra secuela se llevara "todo eso", lo que llevó a los realizadores a encontrar algunos "temas realmente importantes" que sintieron que son importantes para el mundo moderno. Además, quería evolucionar el personaje de Po, introducir nuevos personajes y expandir el mundo de la franquicia sintiendo que la película tardó tanto en producirse porque los realizadores querían una historia perfecta que pudiera hacer evolucionar a Po al hacerle aprender algo para avanzar al siguiente nivel. Describió a Po como si tuviera una visión del mundo en blanco y negro y quería emparejarlo con un personaje más moralmente gris, Zhen. Mitchell también quería un personaje con el que Po pudiera sentirse frustrado, como Shifu se frustra con él. 
Para el Camaleón, Mitchell buscó convertirla en una especie de villana con más cerebro que fuerza. Continuó diciendo que ella es el enemigo más inteligente y sobrenatural al que se ha enfrentado Po. Describió a Chameleon como un espejo de Po en el sentido de que ambos personajes fueron subestimados por la sociedad por sus cuerpos, pero ganaron un alto estatus. Dijo: "Así que Po se ha convertido en el mayor héroe y ahora es la mayor villana". Mitchell sintió que una de las cosas por las que se destaca la franquicia de Kung Fu Panda, además de Po de Black, son sus villanos, por lo que se aseguró de que The Chameleon pudiera ser tan formidable como Tai Lung, Lord Shen y el General Kai, de ahí su razonamiento para traer específicamente al primero de regreso a la historia de esta secuela.
Según Mitchell, las escenas de lucha de la película reflejan avances tanto en la tecnología como en el kung fu, y tomaron más influencia del anime que las películas anteriores de la serie. Los especialistas de las películas de Marvel se unieron a la producción para darles a los animadores movimientos para estudiar y usar en la coreografía.

### Casting
En mayo de 2023, se informó que Awkwafina se había unido al elenco de voces de la película. En diciembre de 2023, se anunció que Ke Huy Quan y Viola Davis se unirían al elenco, siendo esta última la villana de la película, The Chameleon. Lori Tan Chinn y Ronny Chieng también fueron anunciados como nuevos miembros del elenco, con Ian McShane, Bryan Cranston, James Hong y Dustin Hoffman repitiendo sus papeles de las películas anteriores.

### Música
En diciembre de 2023, se anunció que Hans Zimmer y Steve Mazzaro, el primero de los cuales también compuso las tres primeras películas, compondrían la banda sonora de la película. En los créditos finales aparece una versión del tema "...Baby One More Time" de Britney Spears interpretada por Tenacious D. El álbum fue lanzado el 8 de marzo de 2024, simultáneamente con el lanzamiento de la película, por Back Lot Music.

## Estreno
El lanzamiento de Kung Fu Panda 4 fue previsto el 8 de marzo de 2024 en Estados Unidos.En Latinoamérica, se estrenó en 7 de marzo en ciertos países y el 14 de marzo del 2024 en otros, mayormente en Centroamérica. En Rusia, la película se estrenó de forma no oficial el 21 de marzo de 2024 mientras en los países exsoviéticos se estrenó el 22 de marzo y 25 de abril de 2024

### Marketing
Po regresó al Desfile del Día de Acción de Gracias de Macy's en noviembre de 2023 como promoción de la película. El primer tráiler de la película, junto con un póster teaser, se lanzó el 13 de diciembre de 2023. El tráiler fue visto más de 142 millones de veces en las primeras 24 horas en todas las redes sociales, convirtiéndose en el tráiler más visto de una película animada de Universal, superando a The Super Mario Bros. Movie, Minions: The Rise of Gru, Sing 2 y Puss in Boots: The Last Wish. También lo convirtió en el segundo tráiler animado más visto de cualquier estudio, detrás de Inside Out 2 de Pixar, que se lanzó el mes anterior.

### Medios domésticos
Como parte del acuerdo de Universal con Netflix, la película se transmitirá en Peacock durante los primeros cuatro meses de la ventana de televisión de pago, luego se trasladará a Netflix durante los próximos diez y luego regresará a Peacock durante los cuatro restantes.